# Niutron
Niutron — китайский производитель электромобилей, основанный 15 декабря 2021 года. Его материнская компания называется Huoxingshi Technology, офис которой расположен в Пекине, а дизайнерский центр — в Шанхае.

## История
Компания Niutron была основана 15 декабря 2021 года, когда были опубликованы цифровые изображения автомобиля Niutron NV.
В марте 2022 года компания Niutron представила серийную версию NV. Производство началось в сентябре 2022 года в Гуанчжоу.
По состоянию на декабрь 2022 года было объявлено, что первая модель электромобиля фирмы Niutron NV не может быть доставлена достаточно быстро, и полный возврат средств более, чем 24000 потребителям, будет произведён в течение 48 часов.
Продажи автомобиля Niutron NV начались в июне 2023 года под индексом Docan V07.